# ベストフレンド (1999年のテレビドラマ)
『ベストフレンド』は、1999年10月18日から同年12月13日までテレビ朝日系列で毎週月曜日20:00 - 20:54（月曜ドラマ・イン）に放送されていたテレビドラマである。

## キャスト
カッコ内は俳優名。
瀬戸キヨカ（加藤あい）
主人公。高校2年生。冷めた性格を持っていて、上京してきた無邪気な従姉妹のマコトには不快感をあらわにしていた。高校ではバンドのボーカルをやっていた。心臓病にかかっている。
進藤マコト（前田愛）
もう一人の主人公。高校2年生。無邪気で明るい性格で、従姉妹のキヨカと仲良くしようとするが、最初は拒絶される。キヨカの所属していたバンド部でボーカルを務める。後に深堀から声がかかりプロをめざす。涼太の事が好き。
深堀豊（大浦龍宇一）
音楽プロデューサー。譲の義理の甥。マコトの所属するバンドをメジャーデビューさせようと努力する。
江崎賢（坂口憲二）
医大生。キヨカとつきあう。
今野江理子（古川理科）
深堀のマネージャー。
渋谷涼太（赤西仁）（ジャニーズJr.→KAT-TUN　後に脱退）
マコトのバンドのマネージャー。高校2年生。キヨカに想いを寄せる。
瀬戸充（長谷部隼）（ジャニーズJr.）
キヨカの弟。中学生。
司陽一（美勇士）
加納舞（椎名法子）
入江麻亜子（中沢純子）
東海林凛子（黒須麻耶）
4人ともマコトのバンドの仲間。高校2年生。
若林英一（徳井優）
キヨカとマコトの高校の担任の教師。
進藤光子（阿知波悟美）
マコトの母親で静の姉。キヨカと充の伯母。
進藤慎也（矢島健一）
マコトの父親。
瀬戸譲（羽場裕一）
キヨカと充の父親で、パイロット。
瀬戸静（浅田美代子）
キヨカと充の母親で光子の妹でマコトの叔母。元国際線客室乗務員。

## その他
- 加藤あいと前田愛は「はみだし刑事情熱系」(PART2) でも共演している（ただし前田はラストのみの出演で二人の絡みは無い）。
- 加藤あいと坂口憲二は「池袋ウエストゲートパーク」でも共演している。
- 浅田美代子と徳井優は「イタズラなKiss」,「ボーイズ・オン・ザ・ラン」でも夫婦役で共演している。
- 坂口憲二と元・KAT-TUNの赤西仁はこの作品が連続ドラマ初出演となった。

## スタッフ
- 脚本：矢島正雄
- 演出：森田光則、冨田勝典、根本実樹、倉貫健二郎、高野英治
- 音楽：渡辺博也
- 演出補：松田礼人
- ロケ協力：淑徳中学校・高等学校
- 技術協力：東通
- 美術協力：アックス
- プロデュース：森田光則、西口典子、桑田潔
- 制作：テレビ朝日、木下プロダクション（現・TBSスパークル）

## 主題歌
- 主題歌：「L.O.T. (Love Or Truth)」m-flo
- オープニングテーマ：「蒼の軌跡」pool bit boys

## サブタイトル
| 各話   | 放送日         | サブタイトル                            | 視聴率 |
| ------ | -------------- | --------------------------------------- | ------ |
| 第1話  | 1999年10月18日 | あなたが憎い！地獄の日々の始まり        | 8.3%   |
| 第2話  | 1999年10月25日 | 素直でいい子…偽りの私                   | 6.2%   |
| 第3話  | 1999年11月1日  | バレた秘密！彼氏・イジメ・浮気…         | 6.0%   |
| 第4話  | 1999年11月8日  | サイテーの父親！暴かれた嘘！            | 5.7%   |
| 第5話  | 1999年11月15日 | 命がけの恋！なぜ私を抱かないの？        | 7.0%   |
| 第6話  | 1999年11月22日 | もっと愛し合いたい！ママと私の涙！      | 7.0%   |
| 第7話  | 1999年11月29日 | 私…死ぬの!?彼とずっと一緒にいたい       | 6.6％  |
| 第8話  | 1999年12月6日  | やっと見つけた恋…私まだ死にたくない     | 6.1%   |
| 最終話 | 1999年12月13日 | 永遠の別れ…お願い！二人に奇跡を起こして | 6.6%   |

平均視聴率 6.6%（ビデオリサーチ調べ・関東地区）
| テレビ朝日系 月曜ドラマ・イン          | テレビ朝日系 月曜ドラマ・イン                | テレビ朝日系 月曜ドラマ・イン          |
| 前番組                                 | 番組名                                       | 次番組                                 |
| -------------------------------------- | -------------------------------------------- | -------------------------------------- |
| 天国のKiss （1999年7月12日 - 9月13日） | ベストフレンド （1999年10月18日 - 12月13日） | 月下の棋士 （2000年1月17日 - 3月13日） |